# TER Auvergne-Rhône-Alpes
De TER Auvergne-Rhône-Alpes is het netwerk van regionaal openbaar vervoer (trein en touringcar) georganiseerd door de Franse regio Auvergne-Rhône-Alpes vanaf haar ontstaan in 2016. Dit netwerk is ontstaan uit de samenvoeging van de bestaande netwerken van de twee voorgaande regio's TER Auvergne en TER Rhône-Alpes, waarbij die laatste beduidend omvangrijker was.

## Bevoegdheid
In Frankrijk hebben de regio's grote bevoegdheden en veel geld gekregen om hun regionaal openbaarvervoernetwerk TER (Transport express régional) te beheren. De regio's zijn de opdrachtgever voor de regionale bus- en treindiensten. Voor de treindiensten sluiten ze contracten met spoorvervoerders, historisch was dit steeds de de nationale spoormaatschappij SNCF. De regio investeert in zijn eigen treinmaterieel en railinfra-verbeteringen. Het treinmaterieel van de regio is herkenbaar door grote regiologo's en een eigen kleurstijl.

## Voorgangers

### TER Rhône-Alpes
De TER Rhône-Alpes was het regionale openbaarvervoernetwerk van de voormalige Franse regio Rhône-Alpes.

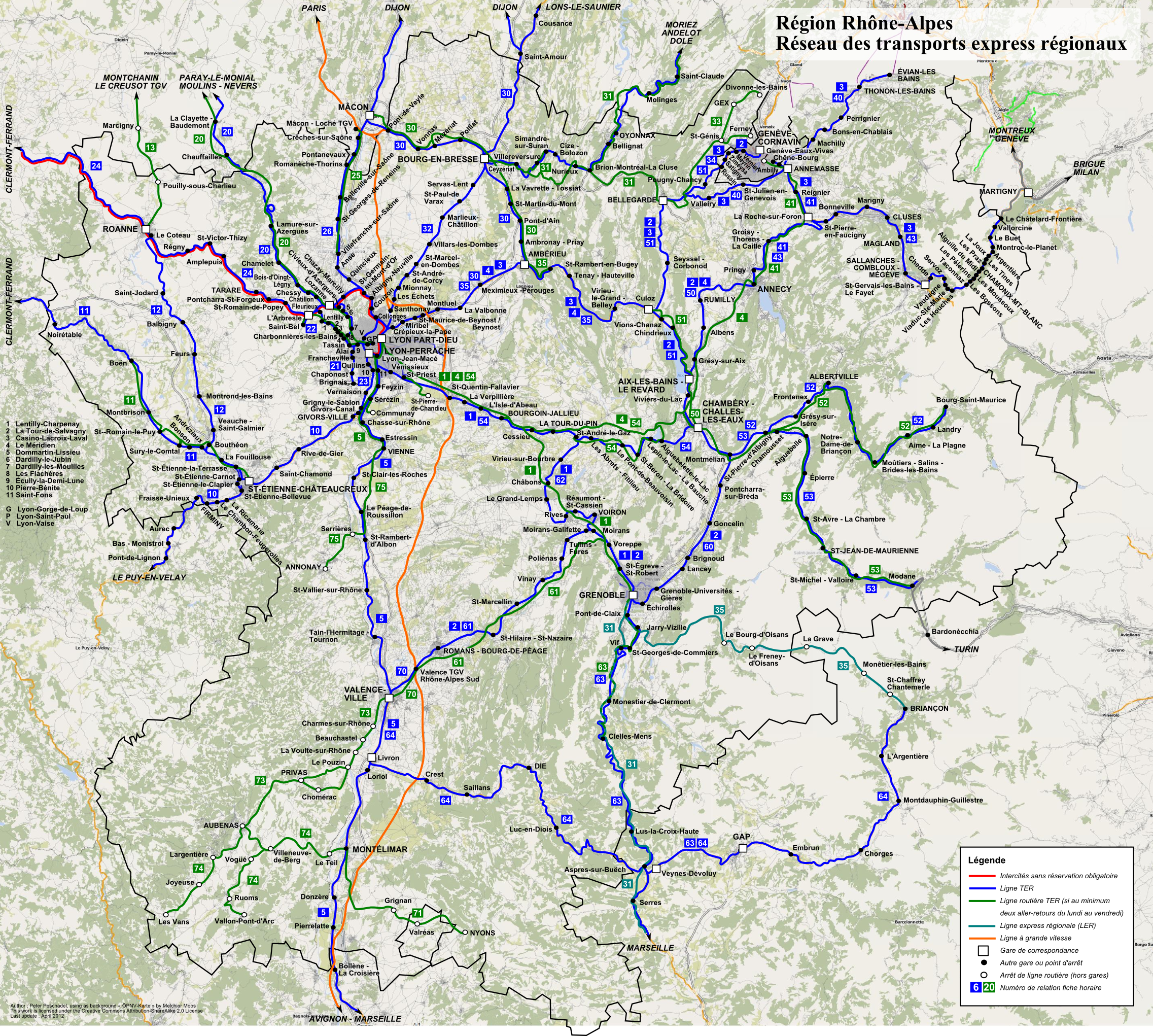
Kaart van het TER netwerk

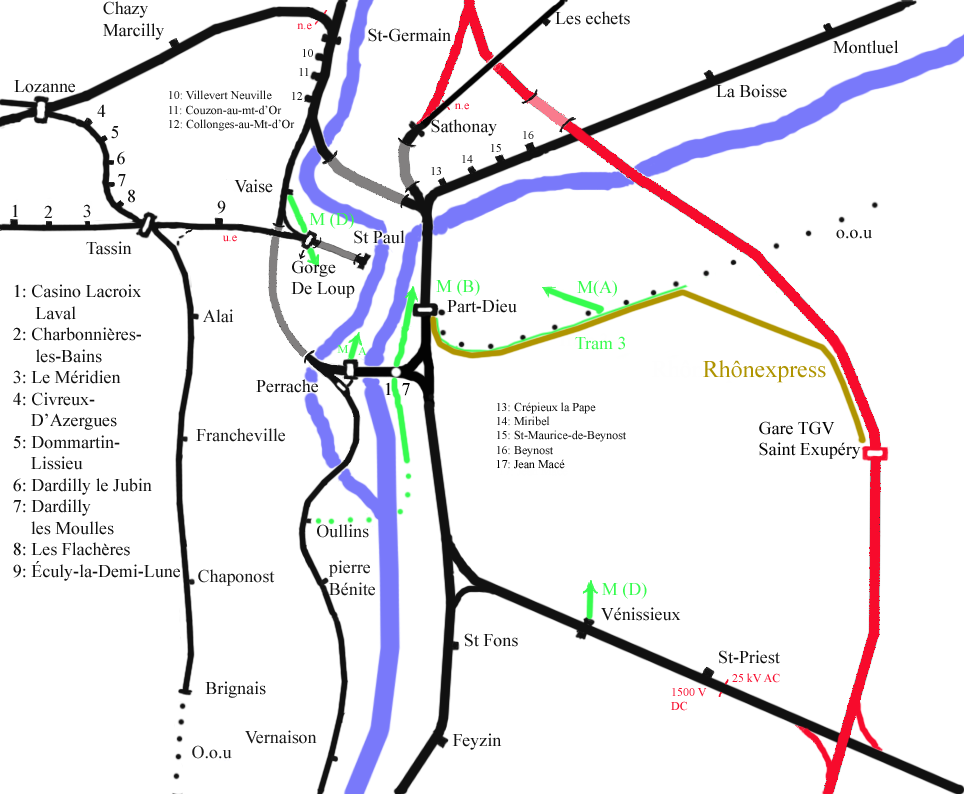
kaart van de spoorlijnen rond Lyon

Het regionaal spoornet in deze regio had 2150 km spoorlijn, 1200 TER-treinen in de dienstregeling en bediende 255 stations. Het TER-spoornet was het grootste regionaal spoornet in Frankrijk. Dagelijks namen er 120.000 reizigers het TER-netwerk, inclusief het TER-busnetwerk waar 500 bussen op reden. Er was een regionaal overheidsbudget voor het TER-netwerk van 380 miljoen € in 2008. Daarnaast was er een investeringsprogramma van € 600 miljoen voor de aanschaf en vernieuwing van treinmaterieel en een investering van € 500 miljoen in de railinfrastructuur, in de periode van 2005 tot 2010.

### TER Auvergne
De regio telde 1.037 km spoor waarvan slechts 106 geëlektrificeerd, 34 lijnen, 80 stations, 68 rijtuigen en 280 treindiensten op een weekdag, 19.000 reizigers per dag waarvan 9.000 met abonnement.

## Beschrijving van het netwerk

### Lyon

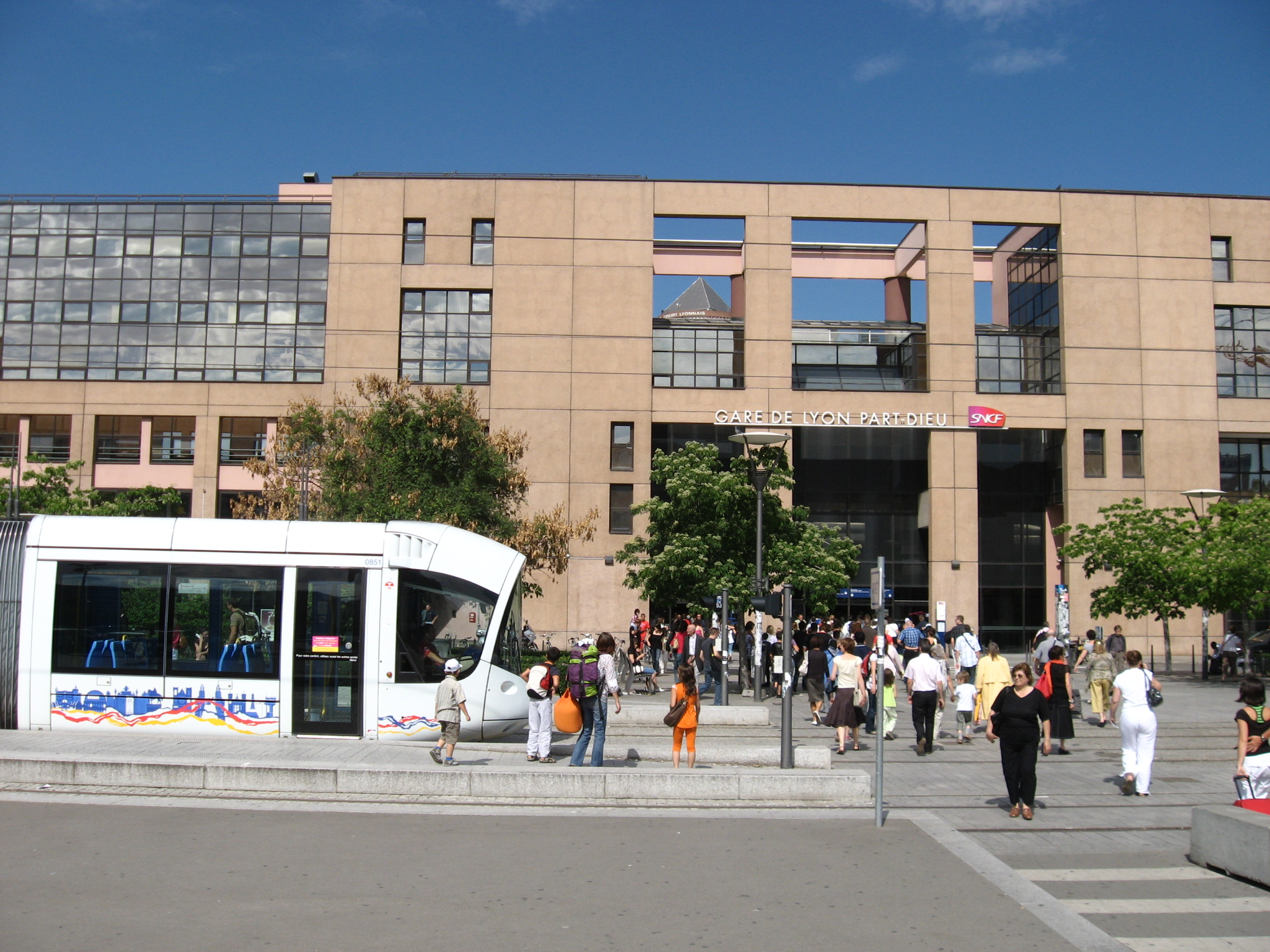
Ingang station Part-Dieu

De grote stad Lyon is op Parijs na, het grootste spoorwegknooppunt van Frankrijk. Het belangrijkste overstapstation van Frankrijk, Station Lyon-Part-Dieu, wordt door de meeste TER-treinen bediend. Daarnaast heeft Lyon nog een tweede hoofdstation, Lyon Perrache. Vanuit Lyon zijn bijna alle grote bestemmingen in Frankrijk en Brussel rechtstreeks bereikbaar met de TGV.
Daarnaast is Lyon ook een regionaal spoorknooppunt met spoorlijnen in alle richtingen. Deze zijn:
- Naar het Zuiden: Valence, (Avignon en Marseille).
- Zuidwest: Saint-Étienne, Firminy.
- West: Roanne, (Vichy, Montluçon, Limoges)
- Noordwest: Paray-le-Monial, (Bourges, Tours)
- Noord: Mâcon, (Dijon)
- Noordoost I: Bourg-en-Bresse, (Besançon, Mulhouse of Morez)
- Noordoost II: Ambérieu, Bellegarde of Chambéry, (Genève)

- Oosten: La Tour-du-Pin en Chambéry of Grenoble

(De tussen haakjes gelegen plaatsen liggen buiten de regio Rhône-Alpes)
In het oude stadscentrum is er het kleine "Gare Saint-Paul", vanwaar 2 lokale voorstadslijnen vertrekken naar Lozanne en l'Arbresle, waar deze lijnen aansluiting geven op de hoofdlijnen naar respectievelijk Paray-le-Monial (Noordwest) en Roanne (West). De meeste reizigers stappen in "Gorge de Loup" over op de metrolijn D, in plaats van tot Saint-Paul te reizen, waar er alleen een aansluiting is op een trolleybuslijn.
Alle spoorlijnen rond Lyon hebben voorstadsverkeer, die voor sommige lijnen heel druk is. Buiten het centrum kan er in "Gare de Vaise" (Spoorlijn Noord) en "Gare de Vénissieux" (Spoorlijn Oost) overgestapt worden op de metrolijn D. Vanuit het hoofdstation Lyon Perrache is er geen aansluiting op de rechteroeverlijn naar Givors. Vroeger moesten de treinen naar Givors de lijn richting Vaise oprijden om op het hoofdspoor te keren. (zie kaart) Om dit te vermijden is er nu nieuw perron aan de spoorlijn naar Givors gebouwd, bereikbaar via een korte looproute. Er zijn echter geen doorgaande stoptreinen vanuit Vaise (Mâcon) naar Givors.

### Grenoble
Deze stad heeft een lokale treinennet waarbij naast de TER treinen naar verdere bestemmingen stoptreindiensten rijden tot Saint-Marcelin op de lijn naar Valence, tot Chambéry en tot Rives op de lijn naar Lyon. Tevens keren veel lokale trein in Gières-Gares-Université, waar er aansluiting is op de tram.

### Alpen en de wintersportgebieden
Het TER-spoornet bedient bijna alle wintersportplaatsen in de Alpen, rechtstreeks of met aanvullend busvervoer. De meeste wintersporters komen met de trein. In de wintersportweekenden kennen deze berglijnen een groot spitsverkeer, waarbij treinmaterieel vanuit heel Frankrijk wordt ingezet. Vanuit alle hoeken van Frankrijk worden extra TGV's naar deze wintersportplaatsen ingezet. Bovendien rijden er in de winterweekenden een Thalys vanuit Brussel en Eurostars vanuit Londen naar Bourg-Saint-Maurice.

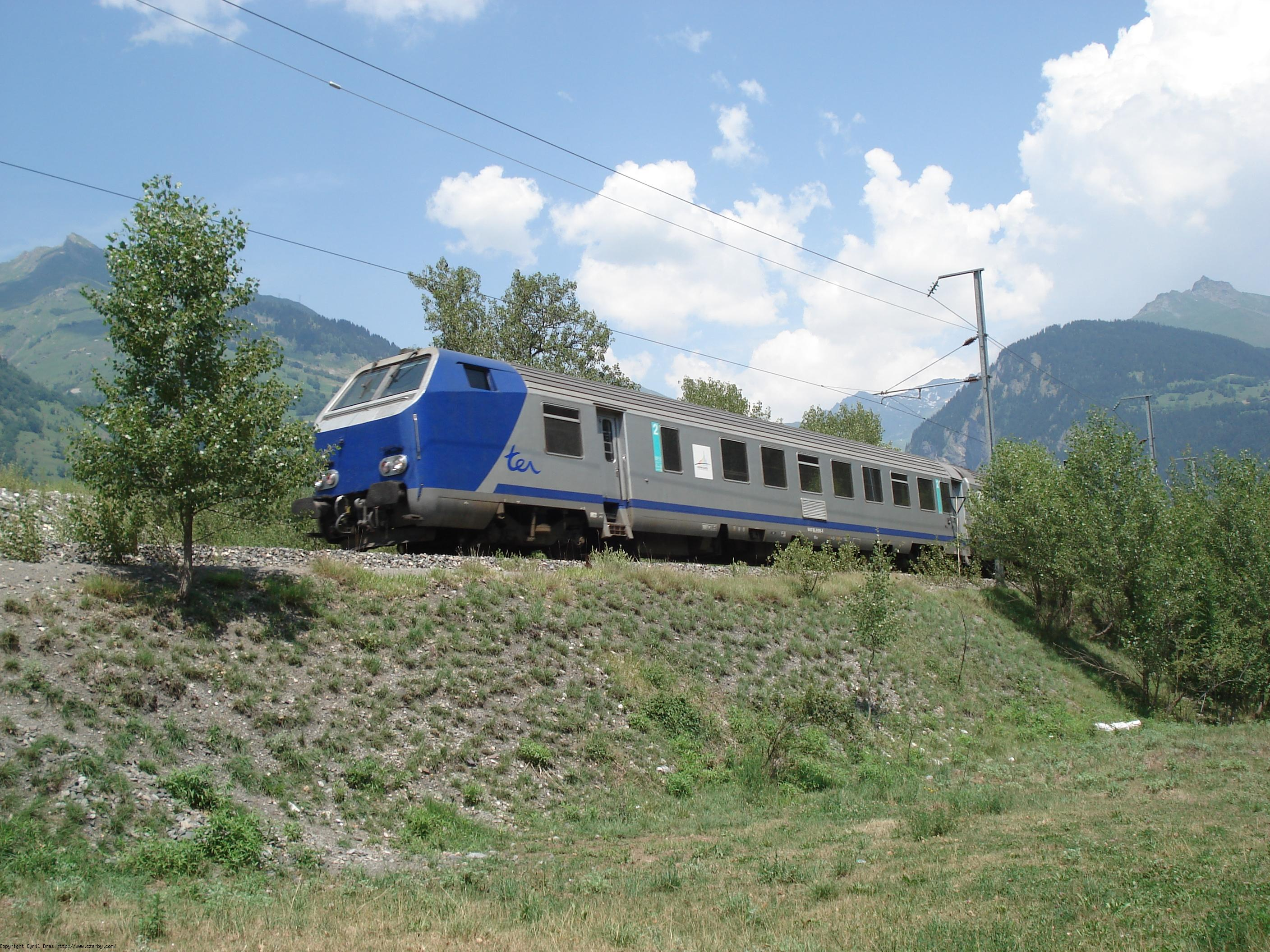
Stuurstandrijtuig van een TER-trein, bestaande uit Corail-rijtuigen

Er zijn 4 spoorlijnen die diep in de Alpen doordringen en van groot betekenis zijn voor de wintersport:
- Lijn naar Saint-Gervais-les-Bains, waar er aansluiting is op de metersporige lijn naar Chamonix-Mont-Blanc en Martigny in Zwitserland. Ook in de zomer kent deze lijn een druk verkeer, met bergwandelaars en klimmers. In Chamonix zijn er kabelbanen en bergspoorlijnen die de toeristen hoog in de bergen brengen.
- Lijn naar Bourg-Saint-Maurice. Dit is de drukste wintersportlijn waar ook de Thalyssen en Eurostars naartoe rijden. In Albertville zijn in 1992 de Olympische winterspelen gehouden. Ten behoeve van de spelen is de spoorlijn destijds geëlektrificeerd. Bijzonder is dat alle treinen in Albertville keren. Tevens wordt dan ook van gelijkspanning (1500V) naar wisselspanning (25 kV), of omgekeerd, omgeschakeld.
- Lijn naar Modane. (La Maurienne) Deze lijn is minder belangrijk voor de wintersport, maar kent veel goederenverkeer en internationaal reizigersverkeer naar Italië. Langs deze lijn rijden de TGV's van Parijs naar Turijn en Milaan. Er hebben rechtstreekse Pendolino treinen gereden tussen Milaan en Lyon. Deze treindienst is vanwege de vele technische storingen afgeschaft en vervangen door een overstapverbinding in Chambéry op de TGV's. Sommige Franse wintersportgebieden worden vanuit de Italiaanse treinstations op deze lijn bereikt. Om de zware goederentreinen naar boven te trekken heeft men ter vervanging van de stoomtractie, de lijn van Chambéry naar Modane, in het begin van de 20ste eeuw, geëlektrificeerd met 750 V gelijkspanning met stroomrail. Pas lang na de Tweede Wereldoorlog heeft de SNCF de afwijkende stroomvoorziening vervangen, door de standaard 1500 V gelijkstroom met bovenleiding.

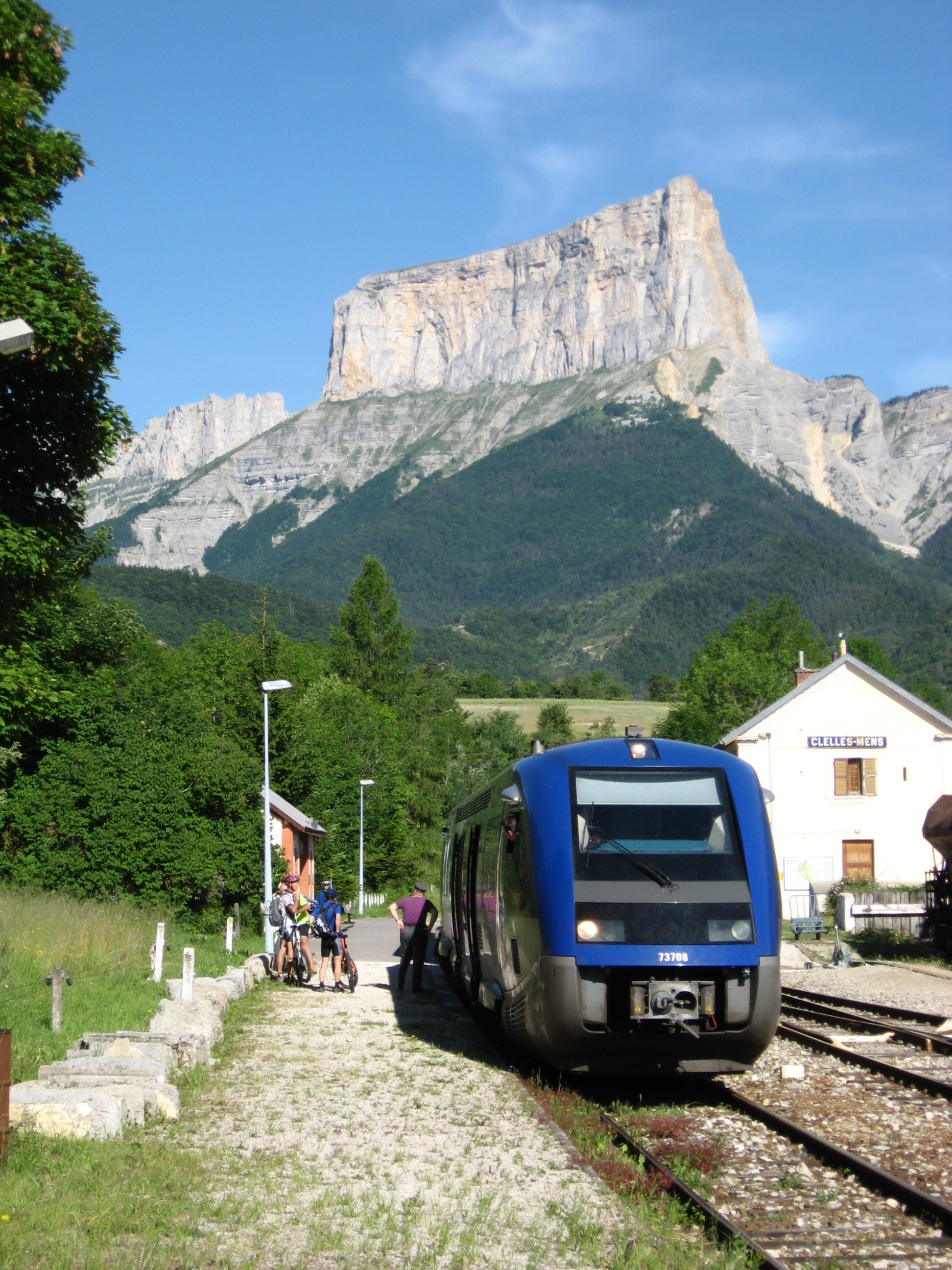
Dieseltreinstel op de lijn Grenoble-Veynes te Clelles. Er zijn nog klassieke seinen. Het Vercorsgebergte is op de achtergrond.

Zowel de spoorlijn naar Modane als die naar Bourg-Saint-Maurice bedienen Chambéry. Vanuit Lyon en vanuit Parijs zijn er 2 verschillende routes om Chambéry te bereiken. Deze stad is een belangrijk overstapstation voor het wintersportverkeer. Chambéry wordt het hele jaar door TGV's bediend, terwijl de Bourg-Saint-Maurice- en Saint-Gervaisspoorlijnen alleen in het wintersportseizoen door de TGV's bediend worden.
- Hoewel niet van deze regio, is er nog de spoorlijn naar Briançon. Deze streek is moeilijk te bereiken en het is de enige wintersportstreek die nog voornamelijk bereikt wordt met nachttreinen. De treinen naar Veynes en Briançon rijden ofwel via Grenoble ofwel via Valence. In Valence-TGV, Valence-Ville of Grenoble wordt de aansluiting verzekerd met de TGV's. Op de wintersportzaterdagen is er een non-stop-TGV van Parijs naar de stad Valence, die aansluiting geeft op de wintersporttrein.

De berglijn van Grenoble naar Veynes gaat langs de 1179 meter hoge pas van "la Croix Haute" en rijdt door prachtige landschappen. Voor een treinreis van Grenoble naar Briançon heb je iets meer dan 4 uur nodig.

### Rhônevallei
Met de verlenging van de hogesnelheidslijn (HSL) naar het zuiden, rijden er bijna geen langeafstandstreinen meer op de klassieke hoofdlijn naar Avignon en verder. Voor het lokaal en het middellangeafstandsvervoer, rijden er TER-treinen. Met een onregelmatige twee-uurdienst rijden er sneltreinen tussen Lyon en Marseille, die de middelgrote plaatsen langs de lijn bedienen. Deze treinen geven in Valence aansluiting op de treinen vanuit Grenoble, Chambéry en andere steden langs de "Alpen Zuidas" (Sillon Alpin Sud). Bij Valence is er tevens aansluiting op de lijn naar Briançon. Er zijn wel een paar TGV's vanuit Parijs die in de stad Valence stoppen, maar deze TGV's stoppen niet in Lyon. Deze TGV's rijden dan door langs de klassieke lijn en stoppen in de kleinere steden, zoals Montélimar, Orange en de stad Avignon. In de wintersportspits vertrekken sommige wintersporttreinen naar Briançon vanuit Lyon in plaats van Valence. De spoorlijn van Livron-sur-Drôme (Valence) en Veynes (Briancon), in de Drômevallei, is niet geëlektrificeerd. De halfuurs-stoptreindiensten zijn vervangt door bussen en er rijdt nu een extra lange trein (5 treinstellen) elke twee uur.
Van Lyon tot Avignon ligt er zowel op de rechter- als op de linkeroever van de Rhône een spoorlijn. Beide spoorlijnen worden voor het TER-verkeer gebruikt tot Givors. Van Givors tot Avignon wordt enkel de linkeroeverspoorlijn gebruikt voor reizigerstreinen, terwijl de rechteroeverlijn door goederentreinen worden gebruikt. Bij werkzaamheden worden reizigerstreinen echter vaak omgeleid langs de rechteroeverlijn. Hierbij worden dan de nog steeds bestaande haltes en stations van de rechteroeverlijn gebruikt. Er zijn spooraansluitingen tussen beide oeverlijnen in Givors, Saint-Rambert-d'Albon, Livron-sur-Drôme en in Avignon. Een van deze stations aan de rechteroeverlijn is Tournon-sur-Rhône. Vanuit dit station vertrekt de toeristische smalspoortrein naar Lamastre.

### Saint-Étienne en omgeving

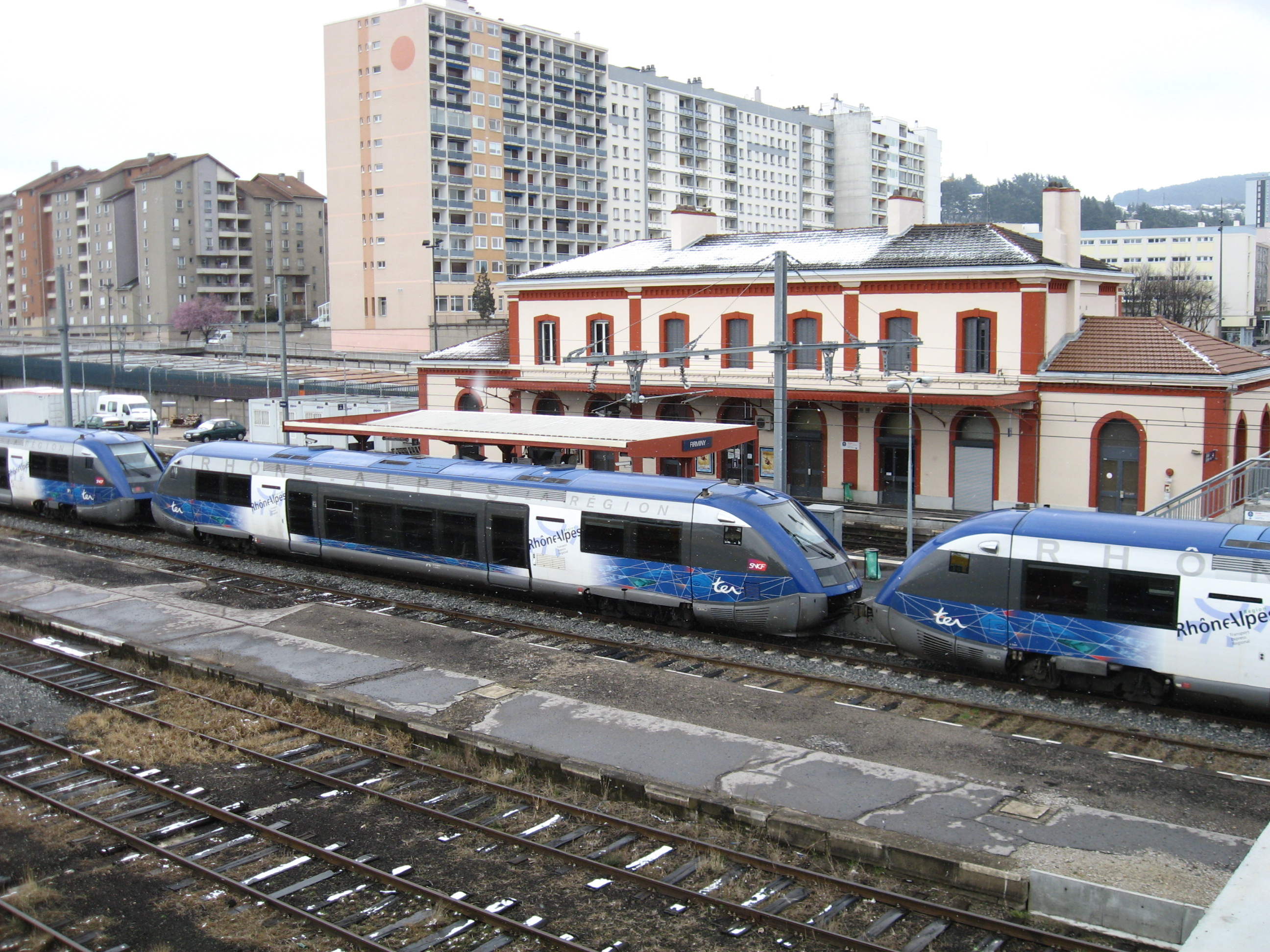
Dieselstellen bij station Firminy

Bij Givors takt de Lyon-Saint-Étiennespoorlijn af van de spoorlijnen in de Rhônevallei.
De spoorlijn van Lyon tot St-Étienne is een van de oudste spoorlijnen op het Europese continent. Bij Saint-Étienne werd steenkool gewonnen en om deze te vervoeren werd de eerste spoorlijn van het Europese continent geopend op 30 juni 1827 tussen St-Étienne en Andrézieux met paardentractie. In Andrézieux kon de steenkool overgeladen worden op boten in de rivier de Loire. Kort daarna werd de lijn tussen St-Étienne en Lyon aangelegd en geopend in de jaren 1830 tot 1832. In 1833 is de eerste spoorlijn verlengd naar Roanne. Deze spoorlijn bestaat nog steeds.
De lijn van Lyon naar St-Étienne is geëlektrificeerd en kent een druk TER-verkeer. Recent is de bovenleiding doorgetrokken naar Firminy, een voorstad van St-Étienne. Sommige Parijs-Lyon-TGV's rijden van Lyon Part-Dieu door naar St-Étienne i.p.v te keren in Lyon Perrache.

### Alpen Zuidas

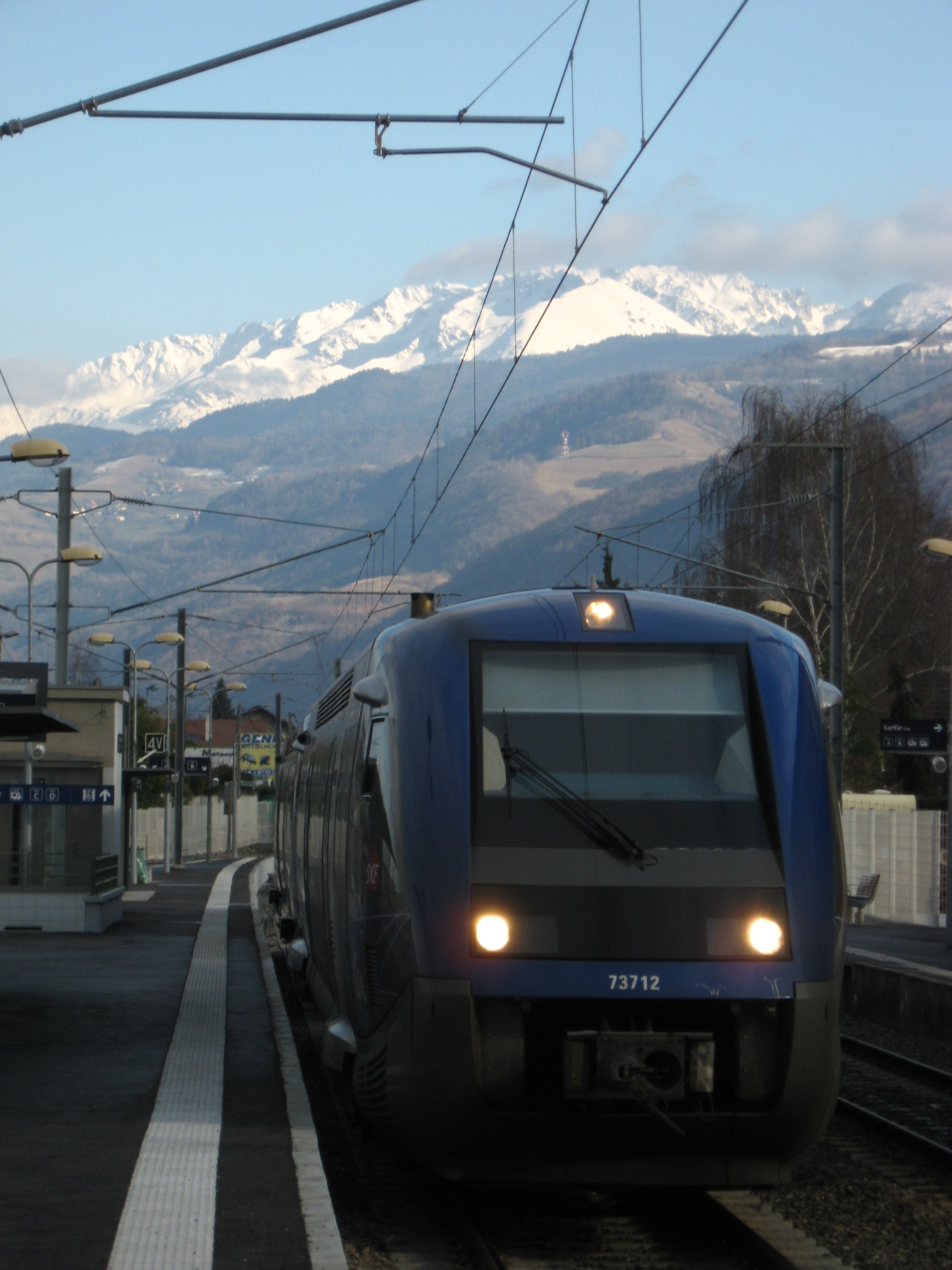
X 73500-treinstel bij Gières Gare-Universités op de lijn Grenoble Chambéry, met op de achtergrond de Belledonne bergketen

De Zuid-Alpenas (Frans: Sillon Alpin Sud) is de spoorlijn van Valence via Grenoble naar Chambéry. Met deze spoorverbinding hebben de belangrijke steden zoals Grenoble, Chambéry, Aix-les-Bains, Annecy, Genève, Annemasse en Évian-les-Bains een verbinding naar het Zuiden, die niet langs Lyon gaat. Vroeger reden er langeafstandstreinen van Genève en Annecy naar het zuiden via deze route, evenals de internationale TEE Catalan Talgo naar Barcelona. Met de komst van de HSL naar het zuiden, zijn de langeafstandstreinen vervangen door TER-treinen. Er is een overstap mogelijk in Valence-TGV, voor de TGV-aansluitingen, of Valence-Ville, voor de klassieke lijn. De spoorlijn volgt de Isère, die in de brede valleien tussen de bergmassieven van "Vercors", "Chartreuse" en de "Belledonne" stroomt. De spoorlijn is maar ten dele geëlektrificeerd:
- Van Valence tot de HSL-aansluiting. (Wisselspanning)
- Van Moirans tot Grenoble als deel van de Lyon-Grenoblespoorlijn. (Wisselspanning)
- Van Grenoble tot Gières ten behoeve van de voorstadslijn Voiron-Gières. In het station van "Gières Gare-Universités" is er aansluiting op de tramlijn B van Grenoble. (Wisselspanning)
- Vanaf Montmélian, de aansluiting met de lijn naar Modane en Bourg-Saint-Maurice, zijn de spoorlijnen geëlektrificeerd. (Gelijkspanning)

### Omgeving van Genève

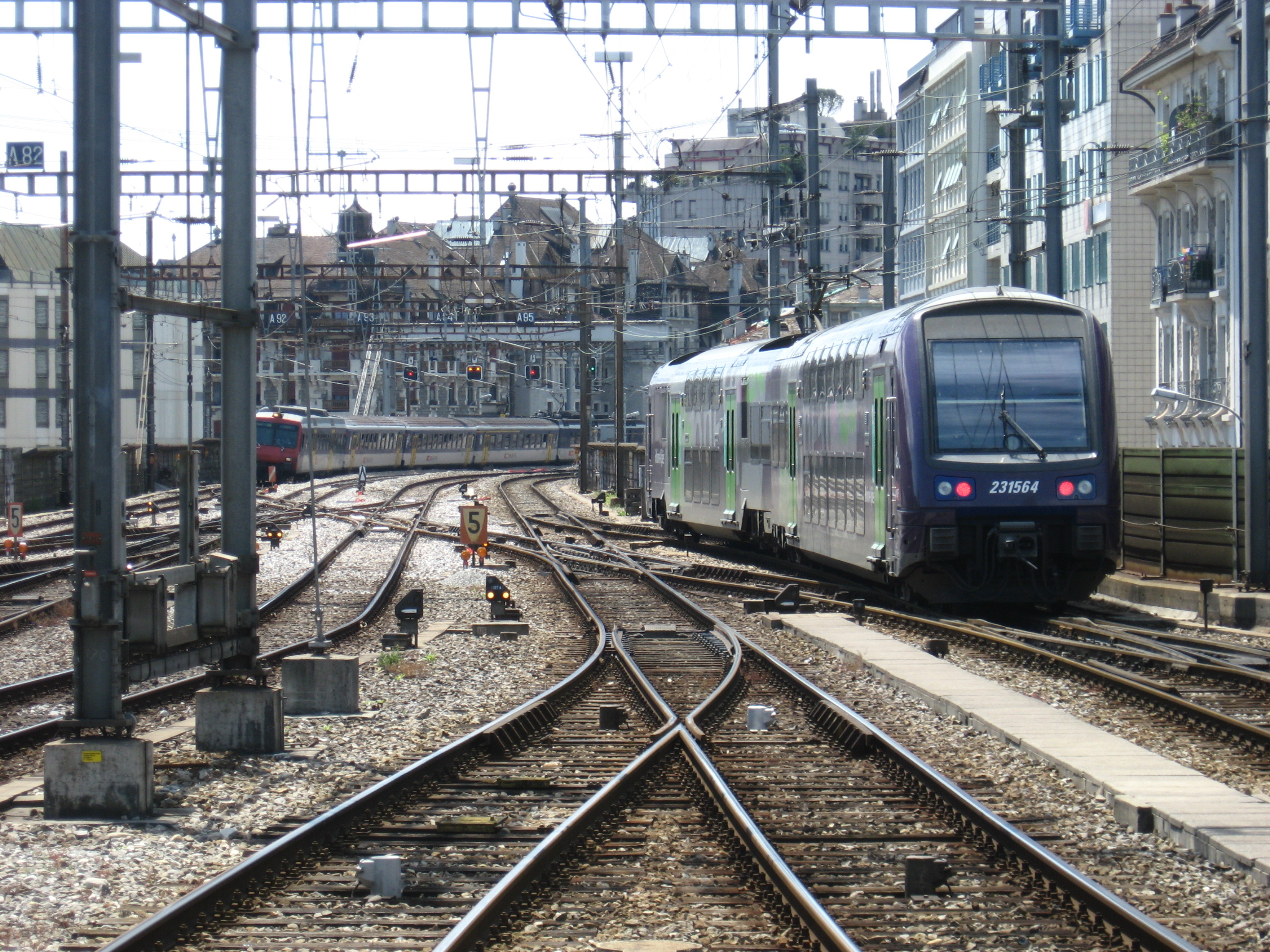
Dubbeldekstrein verlaat Genève onder 1500 V wisselspanning, terwijl een Zwitserse trein binnenrijdt onder 15 kV wisselspanning.

De TER treinen dringen via de Internationale hoofdlijn door tot het centraal station Cornavin van Genève. Deze hoofdlijn is geëlektrificeerd met de Franse 1500 V gelijkstroom tot een paar perronsporen in Cornavin. Het perron waar de treinen van/naar Frankrijk aankomen/vertrekken, is gescheiden van de rest van station en alleen bereikbaar via een douane en politie controlepost. Voor de bediening van de lokale dienst op het Zwitserse deel van de lijn wordt er special Zwitsers 1500 V gelijkstroom materieel gebruikt. Er is een frequente dienst tot het grensstation "La Plaine". Een paar van die lokale treinen rijden door tot Pougny-Chancy en Bellegarde in Frankrijk.
 De Franse TER treinen stoppen in Zwitserland alleen in het centraal station van Genève. Hierbij is het normale Franse binnenland tarief van toepassing. Voor de TGV's vanuit Parijs rijden is echter het internationale Lyria tarief van toepassing.
Voor de aanleg van spoorlijn naar de luchthaven Cointrin van Genève is het "Franse" 1500 V spoorlijn beperkt tot een gescheiden enkelspoor van Cornavin tot de aansluiting naar de luchthaven. Hiernaast zijn 2 sporen met de Zwitserse 15kV wisselspanning aangelegd voor het drukke verkeer naar de luchthaven. Er zijn vergevorderde plannen om de lijn naar Bellegarde te herelektrificeren naar 25 kV wisselspanning. De Franse lijnen ten oosten van Bellegarde (Évian, Saint-Gervais en Annecy) zijn al onder deze spanning geëlektrificeerd evenals de te heropen lijn naar Bourg-en-Bresse. De TGV's en de TER treinen kunnen op zowel wissel- als gelijkspanning rijden.
Aan de rand van de stad Genève vertrekken, vanuit het station "Gare Eaux-Vives", Franse TER-treinen naar Annemasse in Frankrijk. Er zijn altijd plannen geweest om de lijn door te trekken naar het Cornavin hoofdstation. Er is nu een groot RER-project om de Cornavin station te verbinden met Annemasse. Er wordt een aansluitend traject gebouwd met meerdere stations die in Eaux-Vives aansluit op de bestaande spoorlijn. Deze bestaande lijn wordt grondig gerenoveerd en verdubbeld. De RER zullen na Annemasse doorrijden naar Évian en andere bestemmingen in Frankrijk.

## Ontwikkelingen & projecten

### Alpen-zuidas

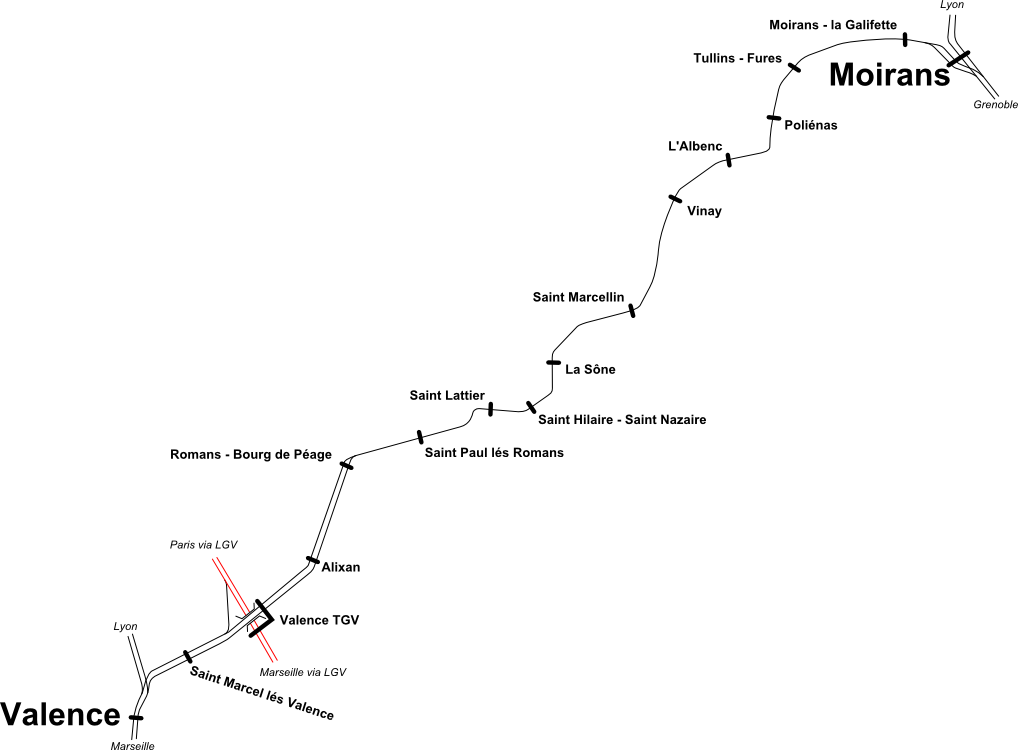
Spoorlijn Valence Moirans

Aan de spoorlijn Moirans – Valence zijn belangrijke werkzaamheden uitgevoerd:
- De vroegere dubbelsporige lijn is nu van Romans-sur-Isère tot Moirans enkelspoor. Het 2de spoor is heraangelegd van Moirans tot Saint-Marcellin en van La Sône tot Saint-Hilaire-Saint-Nazaire.
- Bij Moirans is een ongelijkvloerse aansluiting gebouwd met de lijn naar Lyon. Deze werkzaamheden zijn in 2013 klaar. Tegelijk is de lijn geëlektrificeerd, samen met de lijn Gières – Montmélian, waardoor een doorgaande geëlektrificeerde verbinding ontstaat. In Valence-TGV is de al lang voorziene aansluitboog naar de HSL aangelegd, waardoor TGV's vanuit Annecy en Grenoble door kunnen rijden naar Marseille en ander zuidelijke bestemmingen.

Momenteel rijden de meeste treinen elektrisch, maar door een tekort aan elektrisch treinmaterieel worden sommige lokale stoptreindiensten gereden met getrokken treinen met een diesellocomotief.

### Westelijke voorstadslijnen van Lyon

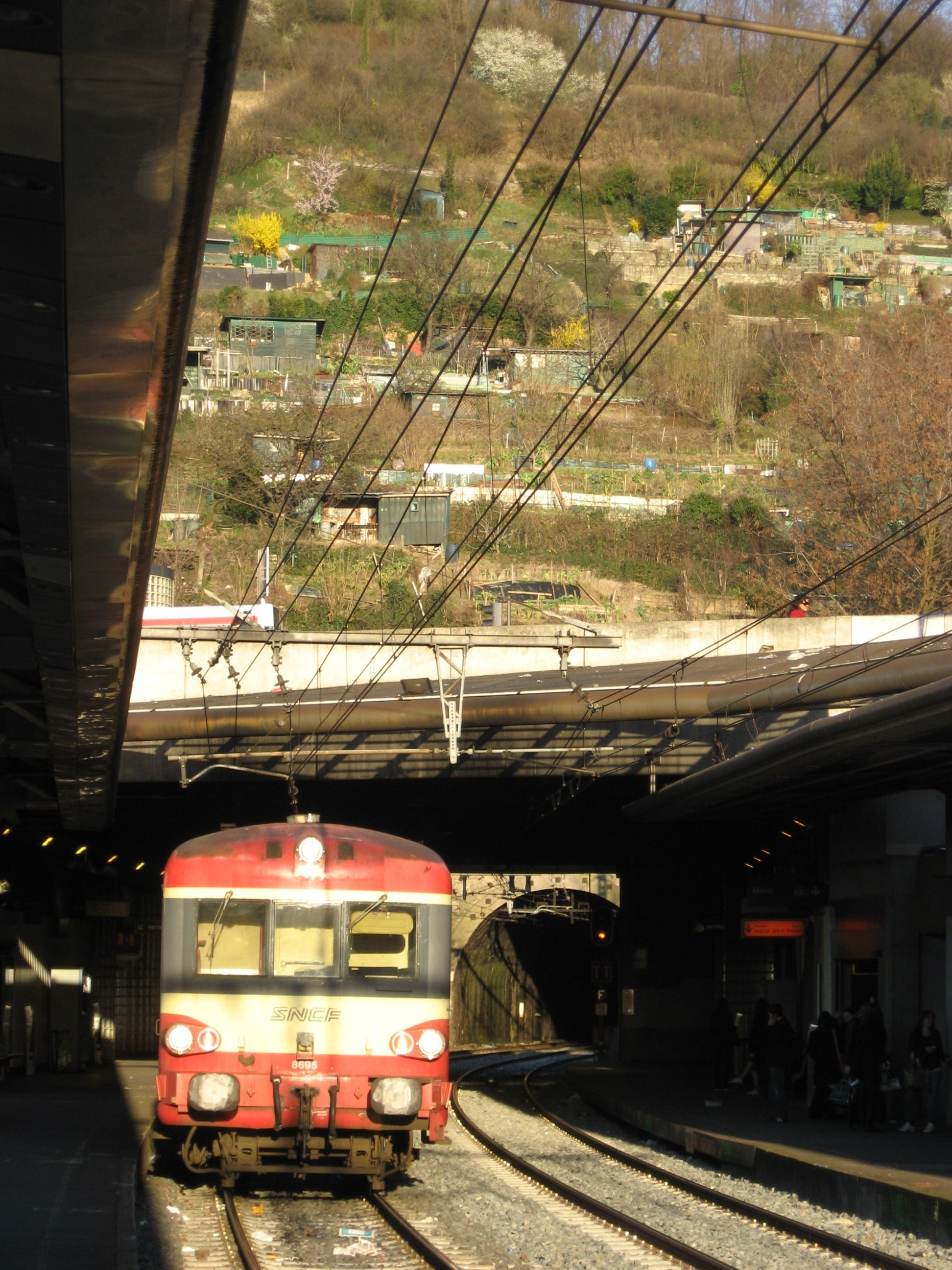
"Gorges de Loup" station, het overstapstation op de metro voor de Westelijke voorstadslijnen

Enkele voorstadslijnen ten westen van Lyon zijn grondig gemoderniseerd, en geëlektrificieerd onder 1500 V gelijkstroom. Sommige lijnen hadden al bovenleiding maar deze werd niet meer gebruikt. De buiten gebruik zijnde goederenspoorlijn van Tassin naar Givors is heropend voor reizigersverkeer tot Brignais. Om het keren van de treinen in Tassin te vermijden is een rechtstreekse verbindingsboog aangelegd. Er zijn plannen om de lijn tot Givors te heropenen. De ritten worden na uitvoer van de plannen gereden door Citadis Dualis tram-trains, gebouwd door Alstom. Daar deze voertuigen 265 cm breed zijn, in tegenstelling tot de trams in Lyon die 240 cm breed zijn, kunnen de voertuigen niet doorrijden op het bestaande tramnet zonder aanzienlijke aanpassingskosten.

### Nieuw station in Lyon
Om de stad beter te bedienen is er op spoorlijn tussen Lyon Perrache en Lyon Part-Dieu een nieuw station gebouwd bij Jean Macé, een station van de metrolijn B en halte van Tramlijn 2. Op het station stoppen alleen lokale stoptreinen die ook te Lyon-Perrache stoppen. De treinen hebben als bestemming Villefranche-sur-Saône, Vienne en Saint-André-le-Gaz. Er stoppen geen treinen die ook in Lyon Part-Dieu stoppen.

### Elektrificatie van de hoofdlijn naar Tours
Er zijn plannen om de niet elektrische baanvakken op de hoofdlijn van Lyon, Saint-Germain-des-Fossés, Bourges, Vierzon, Tours en Nantes te elektrificeren. De nog ontbrekende schakels zijn Bourges – Saincaize en Saint-Germain-des-Fossés – Saint-Germain-au-Mont-d'Or. Deze laatste verbinding maakt deel uit van het regio TER netwerk.

### Spoorlijn Lyon – Bourg-en-Bresse

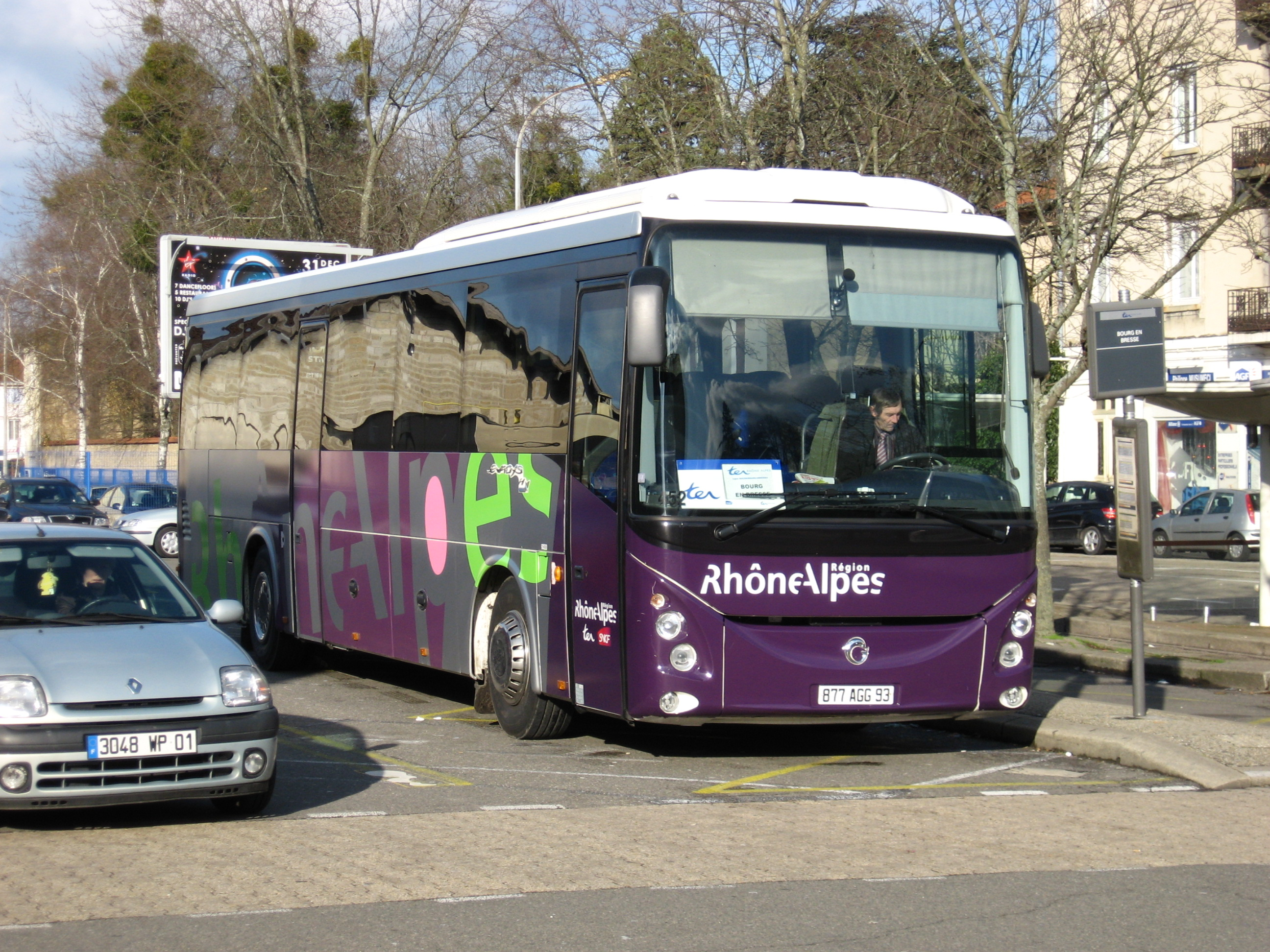
Een TER bus anno 2010

De enkelsporige en niet-geëlektrificieerde spoorlijn Lyon – Bourg-en-Bresse wordt van Les Échets (dicht bij Lyon) tot Villars-les-Dombes dubbelsporig. Hierdoor wordt het mogelijk de frequentie van de voorstadsdiensten te verhogen, en te verlengen tot Villars. OP dit traject lag vroeger ooit een tweede spoor, waardoor de spoorbedding niet vergroot hoeft te worden, hetgeen bemoeilijkt zou worden door de route door het ecologisch-gevoelige merengebied van de Dombes. Hoewel deze lijn de kortste route is tussen Lyon en Bourg-en-Bresse, wordt deze spoorlijn niet gebruikt door de lange-afstandstreinen uit de richting Besançon/Elzas. Deze treinen gebruiken in de plaats daarvan de geëlektrificeerde route via Ambérieu, die dubbelsporig is en een hogere baanvaksnelheid heeft. Sommige regionale treinen van Lyon naar Oyonnax en Saint-Claude in de Jura rijden wel via de Dombesspoorlijn.

Op langere termijn denk men aan de elektrificatie van deze spoorlijn. Dan kunnen de elektrische langeafstandstreinen deze lijn gaan gebruiken en dan wordt de drukke spoorlijn via Ambérieu ontlast.

### Heropening van de spoorlijn La Cluse – Bellegarde

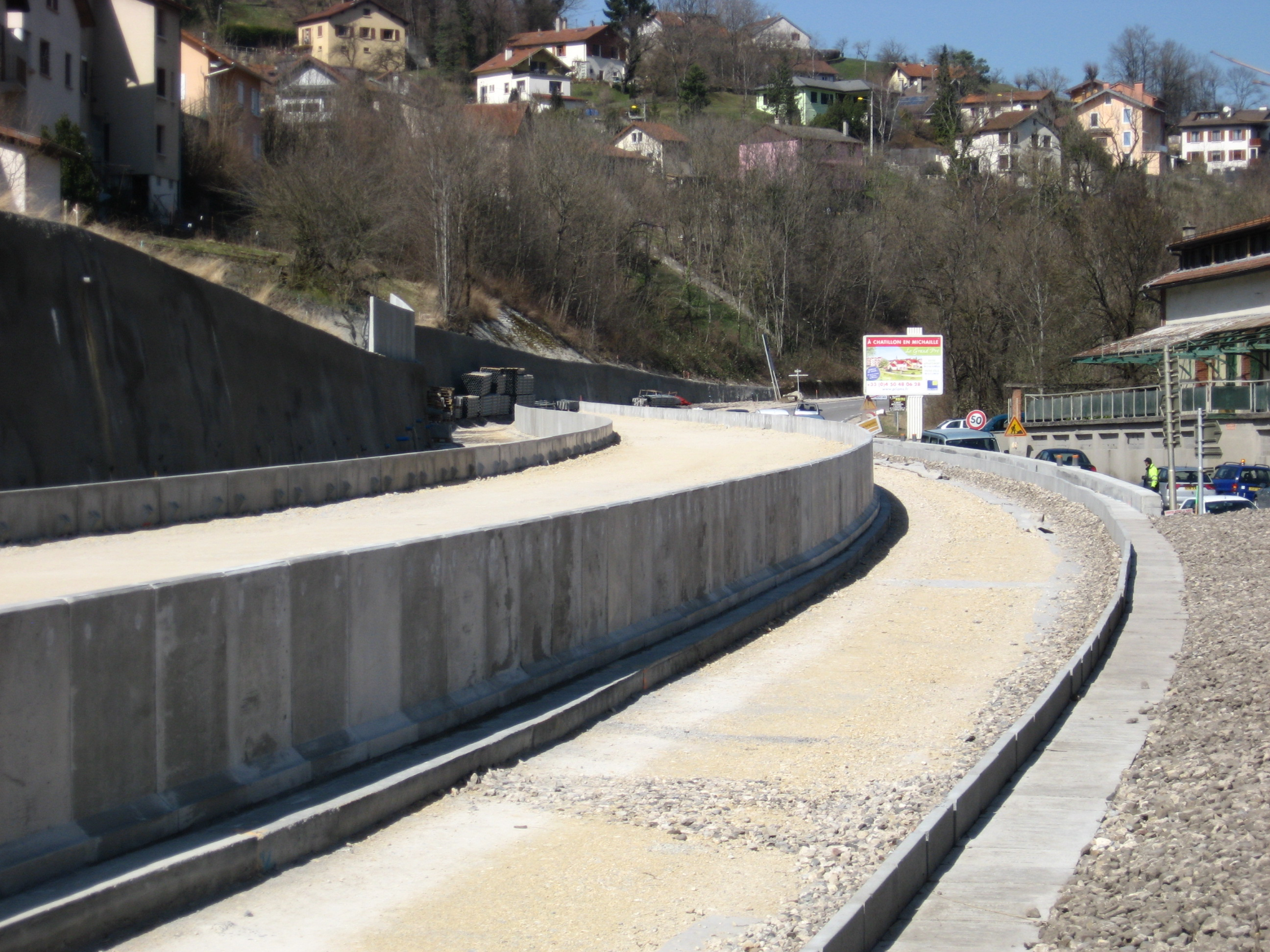
Nieuw perron voor de TGV in Bellegarde

De spoorlijn tussen Bellegarde en La Cluse heeft nooit veel reizigers gekend. Het treinverkeer op deze spoorlijn is vervangen door busvervoer. (TER-buslijn op de kaart). Voor de TGV's van Genève naar Parijs is de gesloten spoorlijn echter een veel kortere route dan de huidige route via Culoz en Ambérieux, die bovendien zeer bochtig is en geen grote snelheden toelaat. Op het traject tussen Culoz en Bourg-en-Bresse is er bovendien veel goederenverkeer.
Met heropening en herbouw van de spoorlijn La Cluse – Bellegarde kan een rijtijdwinst van een halfuur behaald worden voor de TGV's naar Parijs. Deze herbouwde spoorlijn zal geen HSL worden, daar het oude tracé uit kostenoverwegingen maar beperkt wordt aangepast. De lijn wordt geëlektrificeerd onder 25 kV wisselspanning en blijft enkelsporig. De spoorlijn tussen Bourg-en-Bresse en La Cluse die bereden wordt door TER-treinen van Bourg-en-Bresse naar Oyonnax en verder, wordt aangepast, geëlektrificeerd en verbeterd. In Bellegarde geven de oude sporen uit La Cluse maar aansluiting in de richting van Culoz. De aansluiting op de hoofdsporen is pas voorbij het station. Om de aansluiting te geven naar Genève en Évian, werd een nieuwe aansluitboog met perron gebouwd. Dit "TGV"-perron lag op grote loopafstand gelegen van het toenmalige stationsgebouw en de TER-perrons. Er werd een nieuw centraler gelegen station gebouwd ter vervanging van het oude gebouw. De Zwitserse regering financierde een groot deel van de kosten van de heropening.
De werkzaamheden liepen belangrijke vertragingen op. In Bellegarde moest de grond gesaneerd worden en de oude lijn was in veel slechtere staat dan verwacht. De oorspronkelijke openingsdatum, september 2009, werd dan ook niet gehaald. De lijn is uiteindelijk eind 2010 geopend.

### Gecadanceerde dienstregelingen
Het bestuur van de regio heeft voor de drukste lijnen een gecadanceerde uurdienst ingevoerd. Hiervoor zijn veel extra treinen toegevoegd. Deze regio loopt in Frankrijk voorop in het invoeren van een dergelijke dienstregelingen. De TGV-diensten van en naar Parijs kenden al eerder een gecadanceerde uurdienst.

### OùRA-kaart
Deze elektronische vervoersbewijsdrager is door de regio ingevoerd en is te gebruiken op bijna al het OV vervoer in de regio inclusief de TER treinen. Er zijn veel combinatieabonnementen waarbij zowel met het stadsvervoer als met de trein gereisd kan worden. Er wordt niet op saldo gereisd, maar er moet wel bij elke instap of overstap ingecheckt worden.

### Hogesnelheidslijn naar Italië
De lijn naar Modane is de enige rechtstreekse spoor verbinding door de Alpen van Frankrijk naar Italië en is zwaar overbelast. Er is een project om de huidige spoortunnel bij Modane te vervangen door een nieuwe diepere basistunnel. Men is al lang bezig met proefboringen hiervoor. Aansluitend hierop wil men een hogesnelheidslijn van Lyon naar Chambéry aanleggen. Tussen Saint-André-le-Gaz en Chambéry is de huidige lijn enkelsporig en zeer bochtig. Er is een aansluiting voorzien naar Grenoble. Voor het goederenverkeer wordt gedacht aan tunnels onder de massieven van de Chartreuse en van Belledonne, waarbij het drukke spoorknooppunt van Chambéry wordt vermeden. Dicht bij Lyon zal de hogesnelheidslijn ook door goederentreinen gebruikt worden.

### Noord Zuid goederenlijn
Om het drukke spoorknooppunt van Lyon te ontlasten worden diverse plannen onderzocht voor een nieuwe goederenlijn die ten Oosten van Lyon gaat lopen en in het Zuiden gaat aansluiten op de rechteroeverlijn langs de Rhône. In het noorden zal de lijn aansluiten op de zuidtak van het project LGV Rhin-Rhône.

## Toeristische spoorlijnen
De bekendste toeristische lijnen in de streek zijn:
- "Chemin de fer de La Mure": Ten zuiden van Grenoble rijdt een elektrische metersporige lijn die vroeger mijnen bediende. (website Chemin de fer de La Mure)
- "Tramway du Mont-Blanc": Een tram die hoog in de bergen klimt. (Tramway du Mont-Blanc, gearchiveerde website)
- "Chemin de fer du Vivarais": Deze lijn is in 2008 gesloten. Vrijwilligers probeerden deze prachtige lijn te heropenen.[7] Op 3 december 2009 werd aan de regionale overheid een subsidie toegekend van 1,5 miljoen euro om de spoorbaan te herstellen.[8] In 2013 werd de lijn heropend. (Train de l’Ardèche)
- "Chemin de fer du Montenvers": Tandradlijn vanuit Chamonix. Wordt ook gebruikt voor het vervoer van skiërs. (Montenvers – Mer de Glace, gearchiveerde website)